# 乌拉孜别克·热苏力汗
乌拉孜别克·热苏力汗（羅馬化：Urazbek Resulikhan，1969年11月—），男，哈萨克族，新疆呼图壁人，中华人民共和国政治人物，现任中共青海省委常委、中共海东市委书记。